# Kochnische

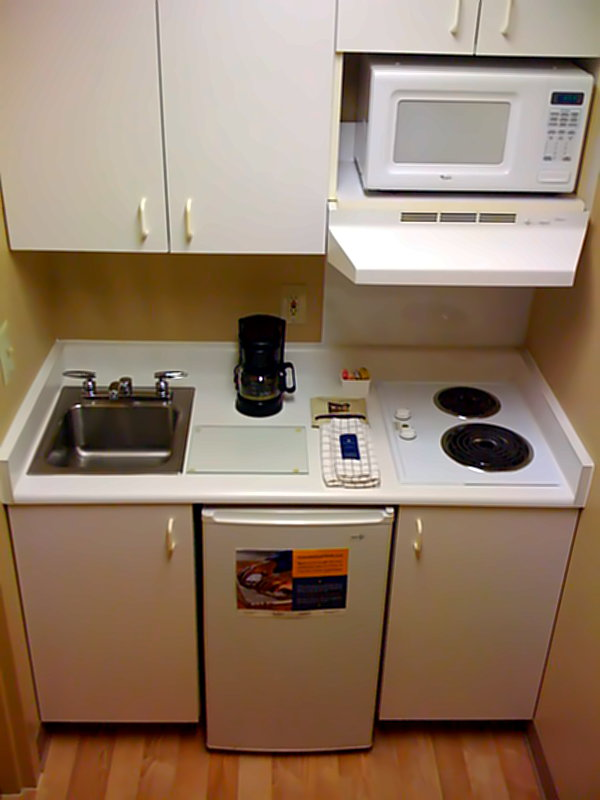
Kochnische mit kleiner Einbauküche (hier in einem Hotelzimmer in Oregon/USA, 2009)

Eine Kochnische oder eine Teeküche ist ein zumeist etwas abgetrennter Bereich eines Raums in einer kleineren Wohnung oder einem Appartement, Ferienwohnung, Hotelzimmer oder ähnlich, der mit den nötigsten Elementen einer Küche wie Spüle, Kühlschrank und Kochgelegenheit ausgestattet ist. Sie dient vorwiegend zum Erwärmen von Fertigprodukten oder vorbereiteten Speisen sowie teils auch zur Zubereitung von meist einfachen Speisen und zudem von Heißgetränken sowie zur Aufbewahrung und Reinigung einer Minimalausstattung an Kochgeschirr, Küchenutensilien, Essgeschirr und -besteck.

## Merkmale und Ausstattung
Kochnischen sind im Gegensatz zu einer separaten Küche meistens in offener Bauweise mit dem Wohnraum bzw. Zimmer verbunden und vielfach in einer Raumnische angeordnet oder mittels einer kurzen Trennwand (Wandvorlage) oder ähnlichem von dem Raum abgetrennt. Alternativ können sie sich in einem etwaigen (Wohnungs-)Flur befinden.
Sie sind in der Regel in Form einer auf das Wesentliche reduzierten Einbauküche ausgebildet. Hierzu gehören zumeist üblicherweise eine Spüle, ein Kühlschrank und eine Kochgelegenheit wie Mikrowelle, Kochplatten oder Herd. Ausgestattet werden sie vielfach mit einer fest eingebauten, kleineren Einbauküche, teilweise aber auch mit einer (teils mobilen) Pantryküche oder Schrankküche.
Teilweise werden sie zudem zur Lagerung von Speisen und Getränken sowie von Utensilien, Geschirr und Besteck genutzt. Dazu sind sie neben einem kleinen Kühlschrank meistens mit wenigen Unter- und Oberschränken, teils auch offenen Regalen, ausgestattet, in denen Trockenvorräte und Gewürze usw., Teller, Besteck und Kochgeschirr sowie Spülmittel und Geschirrtücher usw. untergebracht werden können.
Anzutreffen ist die Kochnische zudem vielfach in Fremdenzimmern, Monteurzimmern oder in Studentenwohnheimen. Sie erhöht die „Wohnlichkeit“; derartig ausgestattete Zimmer gelten als „gemütlicher“.
Generell ermöglicht eine Kochnische bei den genannten Einsatzorten dem jeweiligen Benutzer eine gewisse Eigenversorgung, weswegen sie bei derartigen Wohn- und Unterkunftsformen in der westlichen Welt häufiger anzutreffen ist als in asiatischen Ländern mit deren traditionell hohem Anteil an Street-Food- und Außer-Haus-Verpflegung.

Verschiedene Anordnungen von Kochnischen
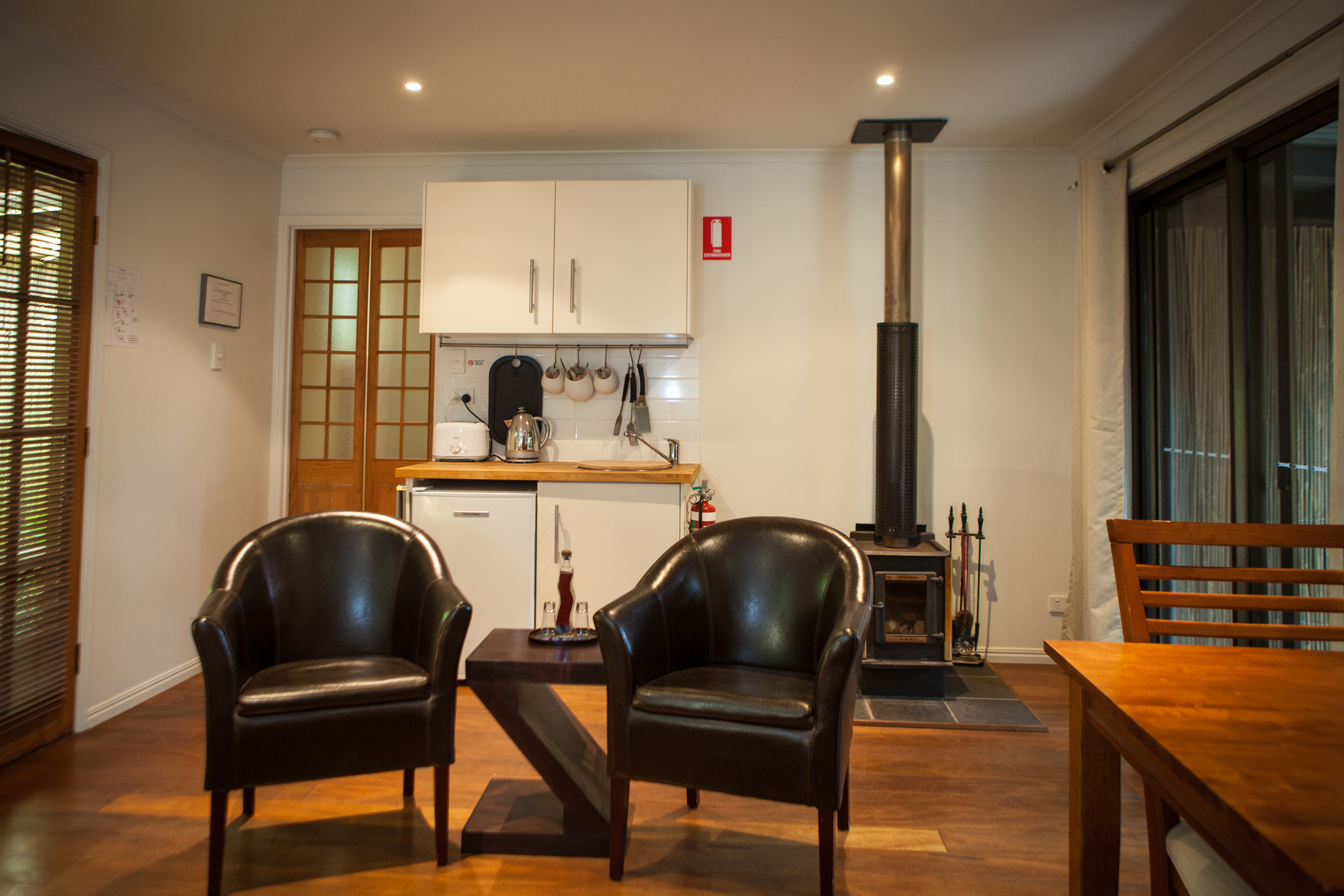
Frei im Raum an einer Wand stehend
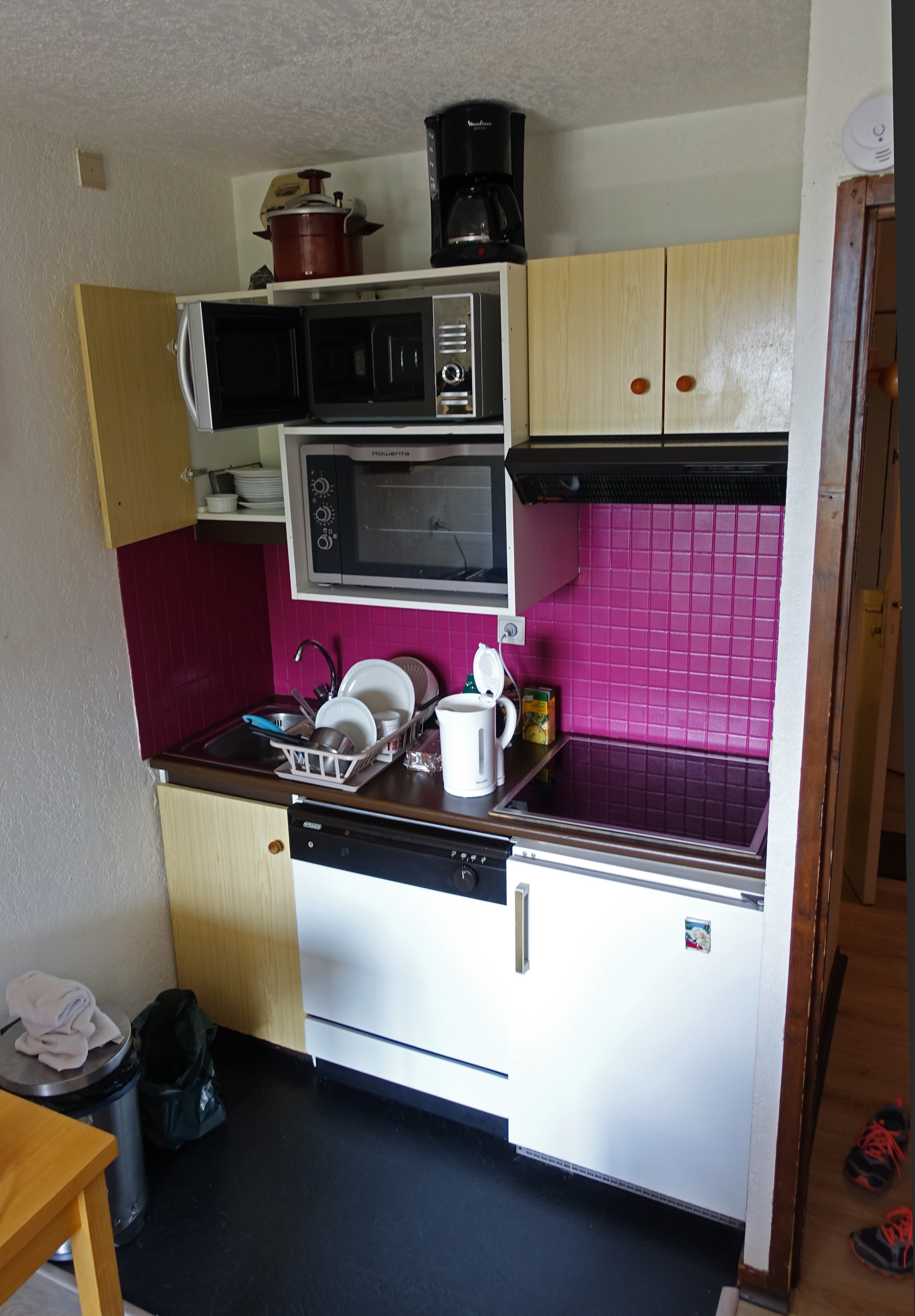
In einer Raumnische
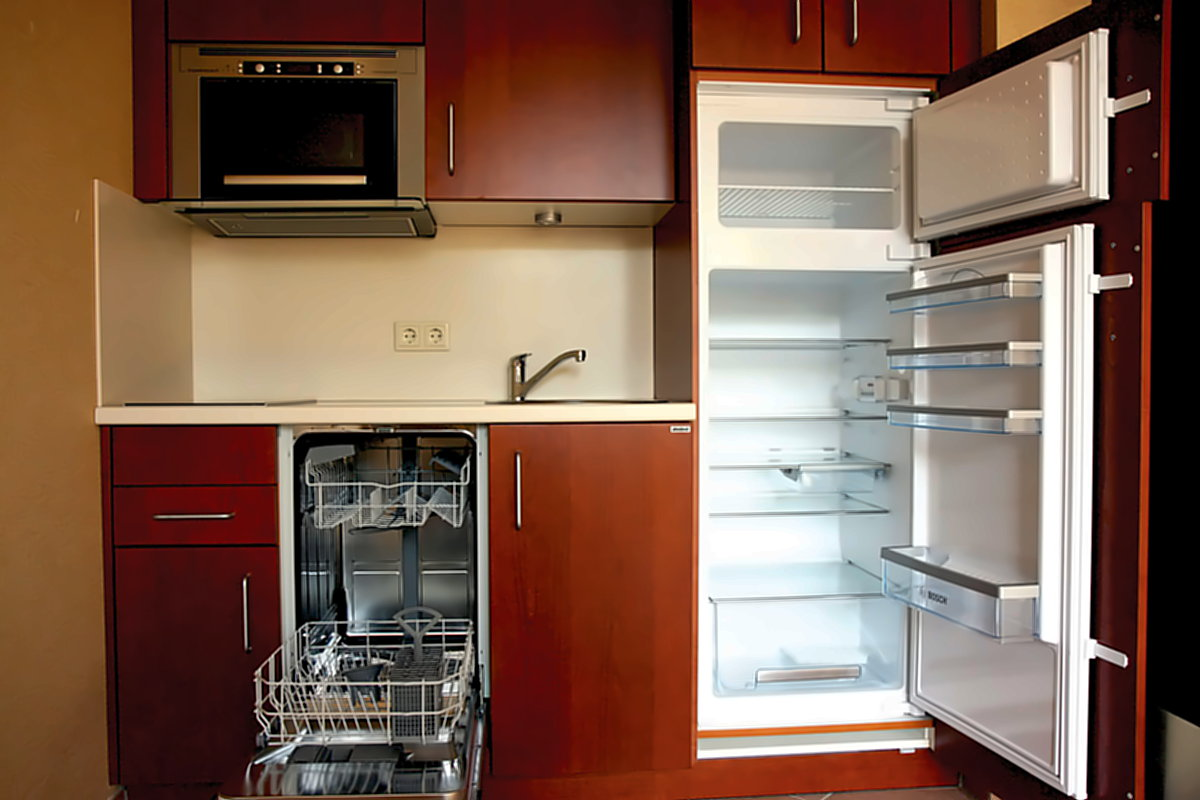
In einer Raumnische (hier mit gehobener Ausstattung)
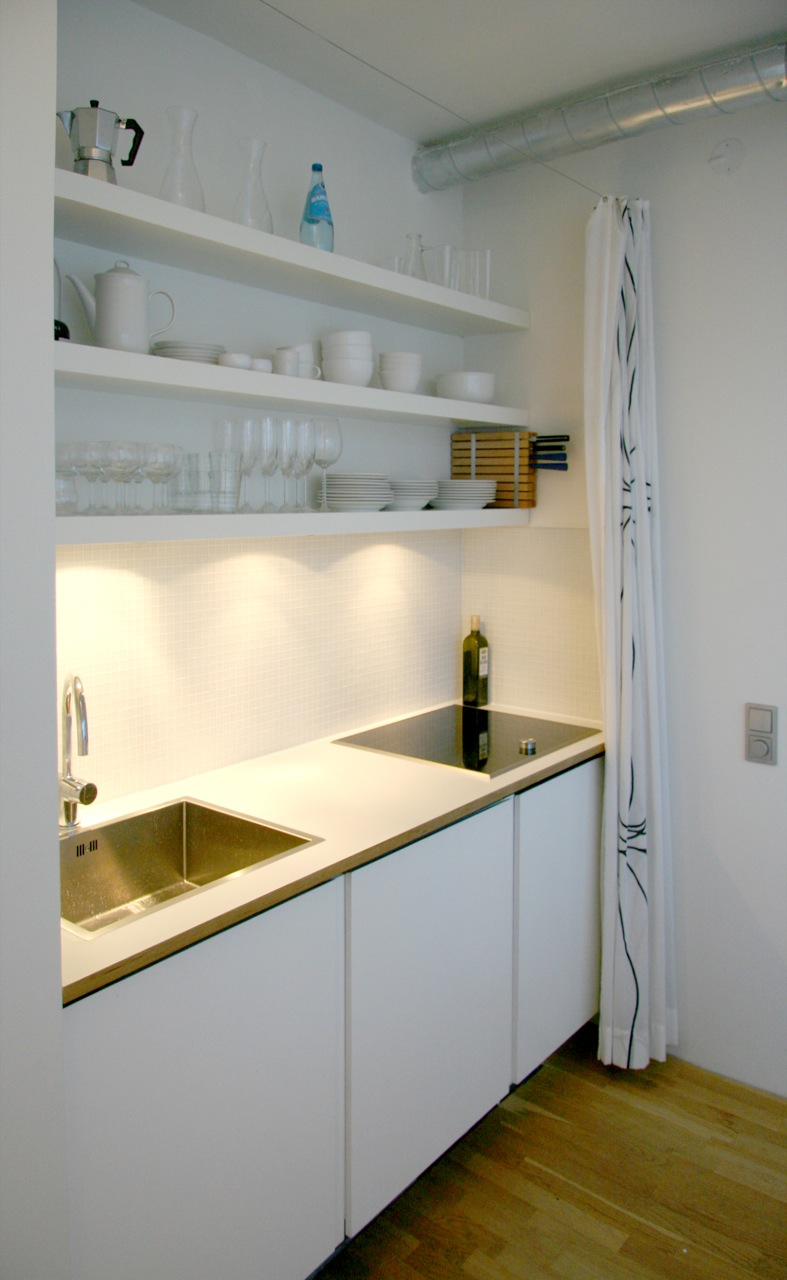
In einem Flurbereich

## Trivia
In verschiedenen, etwa 9 Quadratmeter großen „Mikrowohnungen“ in der japanischen Hauptstadt Tokio, wie zum Beispiel in den Wohnmodulen im Nakagin Capsule Tower von 1972, gibt es teils Kochnischen, die als „Ultraminiküche“ mit einer Grundfläche von nur etwa 0,3 Quadratmeter auskommen: Sie bestehen aus einem kleinen Kühlschrank, daraufgestapelt eine Mikrowelle und ein Reiskocher sowie „Kartons mit Trockennudeln und Tütensuppen“.